# Emile Barron
Emile Barron (Paramaribo, 10 april 1937 - Amsterdam, 13 april 2015) was een Surinaams voetballer. Hij was doelman voor SV Transvaal en in het Surinaams voetbalelftal.

## Carrière
Barron speelde in de Surinaamse Hoofdklasse voor SV Transvaal uit Paramaribo. Hier werd hij in zijn eerste seizoen in 1959 eerste doelman in het eerste. Hij won in totaal negen nationale kampioenschappen. Hij werd van 1964 tot 1970 zes keer uitgeroepen tot Doelman van het Jaar 
In 1968 hielp hij Transvaal naar de finale van de CONCACAF Champions 'Cup; vanwege diskwalificatie door supportersgeweld speelde Transvaal de finale echter niet. In 1973 won Barron met Transvaal de eerste CONCACAF Champions' Cup voor een Surinaamse ploeg. Hetzelfde jaar was Transvaal ook ongeslagen in de Hoofdklasse. Drie jaar later stopte hij met voetballen en verhuisde naar Nederland.
In het Surinaams voetbalelftal debuteerde Barron in 1959. Hij was de eerste keus keeper voor het kwalificatieproces van het WK 1966 en WK 1970. Op 24 november 1968 hield hij de nul tegen de Nederlandse Antillen in een 6-0 overwinning in het André Kamperveenstadion.